# Цернінка
Цернінка (словац. Cerninka) — річка в Словаччині, ліва притока Топлі, протікає в округах Бардіїв і Свидник.
Довжина — 10 км. Витік знаходиться в масиві Ондавська височина — на висоті 500 метрів. Протікає територією сіл Цернина; Ортутьова; Шашова і Дубінне.
Впадає у Топлю на висоті 210 метрів.